# Palazzo Filangieri a Chiaia
Il Palazzo Filangieri è un edificio storico di Napoli,  ubicato nell'omonima via del quartiere Chiaia.

## Storia e Descrizione
L'edificio fu costruito negli anni '80 del XVIII secolo, laddove sorgeva la Porta di Chiaia, abbattuta nel 1782. Inizialmente di proprietà del Fondo dei Lucri, nel 1812 fu donato dal re Gioacchino Murat al generale Lavagnejon; per poi diventare con la restaurazione borbonica la dimora della famiglia Filangieri.
Il palazzo presenta una sobria facciata a quattro piani con a sinistra una spaziosa terrazza confinante con il Palazzo Cellammare. Al di sopra del portale è collocato lo stemma dei Filangieri. In fondo al piccolo cortile a pianta rettangolare si staglia la scala aperta con un'unica arcata ribassata e una rampa centrale seguita da due retroverse. Sulla scala, di pianerettolo in pianerettolo, vi sono dei pilastrini sormontati da dei busti marmorei che occupano delle piccole nicchie circolari. Il palazzo è oggi frazionato in appartamenti e studi professionali.

## Altre immagini

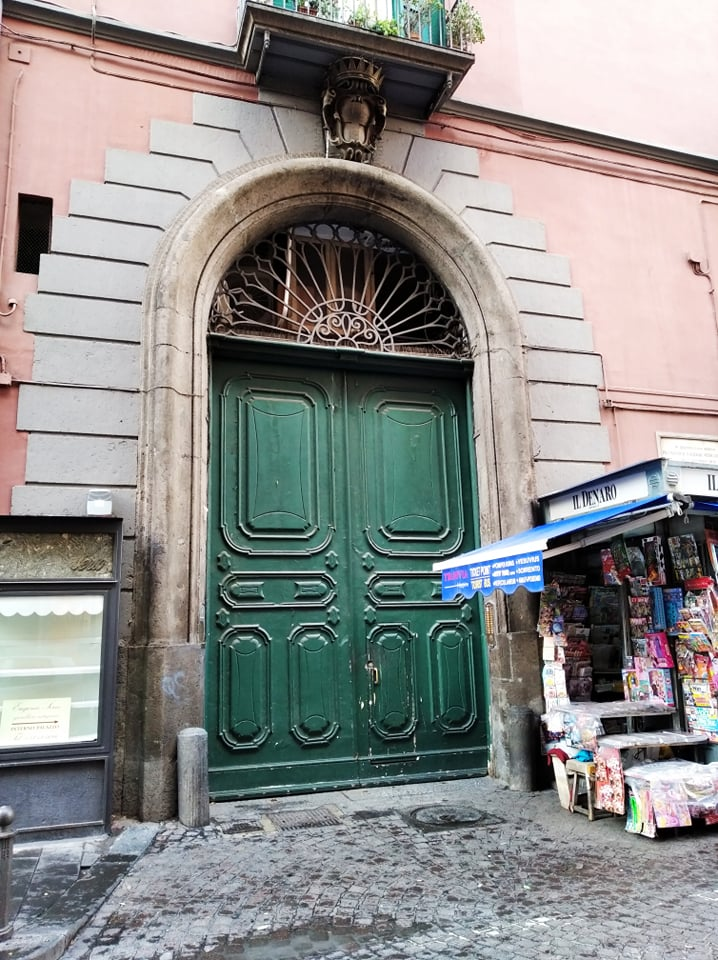
Portale